# 나인 블랙 알프스
나인 블랙 알프스(Nine Black Alps)는 2003년 결성된 잉글랜드 맨체스터 출신 록 밴드이다. 나인 블랙 알프스라는 이름은 실비아 플래스의 시에서 따온 것이다.

## 멤버
- 샘 포레스트(Sam Forrest) - 보컬, 기타
- 데이비드 존스(David Jones) - 기타, 베이스
- 마틴 코헨(Martin Cohen) - 베이스, 기타
- 제임스 갤리(James Galley) - 드럼

## 음반 목록

### 정규 음반
- 《Everything Is》(2005년)
- 《Love/Hate》(2007년)

### EP
- 《Glitter Gulch》(2006년)